# Domeček u tří koťátek
Domeček u tří koťátek (littéralement en français La Maison des trois chatons), est une série télévisée d'animation tchécoslovaque de 1983, diffusée pour la première fois dans le cadre de Večerníček en septembre de la même année.
L'idée est venue de Nataša Krempová, qui a également écrit le scénario. Le graphisme de la série est réalisé par l'illustratrice Helena Zmatlíková,. Les commentaires sont narrés par le scénariste František Nepil. La musique est de Jaroslav Celba (cs). 13 épisodes ont été tournés par Jiří Větroň, d'une durée de 7 à 8 minutes.

## Synopsis
Série diffusée en soirée du 13 septembre 1983 au 27 janvier 1988, elle raconte les aventures de trois chatons, Malvína, Micka et Mourek, qui ont acheté une maison...

## Épisodes
1. Jak se koťátka stěhovala (Comment les chatons se déplacent)
2. Jak koťátka stavěla kůlnu (Comment les chatons construisent un abri)
3. Jak koťátka zaváděla vodu (Comment les chatons découvrent l'eau)
4. Jak koťátka zaváděla elektřinu (Comment les chatons découvrent l'électricité)
5. Jak koťátka malovala (Comment les chatons peignent)
6. Jak koťátka spravovala střechu (Comment les chatons construisent le toit)
7. Jak koťátka upravovala zahrádku (Comment les chatons rangent le jardin)
8. Jak koťátka uklízela (Comment les chatons nettoient)
9. Jak si koťátka šila šaty (Comment les chatons ont cousu leurs propres vêtements)
10. Jak koťátka jela na dovolenou (Comment les chatons partent en vacances)
11. Jak koťátka vařila oběd (Comment les chatons préparent le déjeuner)
12. Jak se koťátka učila řídit (Comment les chatons apprennent à conduire)
13. Jak koťátka slavila vánoce (Comment les chatons célèbrent Noël)